# 第十三屆十大電視廣告頒獎典禮
《第十三屆十大電視廣告頒獎典禮》，於2007年5月6日浸會大學會堂舉行，主持為朱茵、陳啟泰、袁文傑、張嘉倫，目的為表揚2006年1月1日至2006年12月31日播出的香港電視廣告，是2007年廣告界的其中一項盛事。

## 得獎名單
- 最高榮譽大獎
  - 菓汁先生 －先生話篇

- 十大最受歡迎電視廣告
  - 可口可樂 －全城喝球
  - 國泰航空 －手足情深
  - Tempo －分手篇
  - 麥當勞板燒雞腿飽 －怪獸篇
  - Visa卡 －袋鼠篇
  - 海洋公園 －水母萬花筒
  - 菓汁先生 －先生話篇
  - 地鐵公司 －請勿衝門篇
  - Tempo －海邊拍照篇
  - 益力多 －划艇篇

- 最受歡迎電視廣告男演員大獎
  - 位元堂 －優質中藥篇 (位元堂中醫師傅)

- 最受歡迎電視廣告女演員大獎
  - 恒基兆業比華利山別墅 －豪門望族 (環球小姐)

- 最受歡迎電視廣告明星大獎
  - 麥當勞板燒雞腿飽 －怪獸篇 (陳奕迅)

- 最可愛電視廣告小演員大獎
  - 菓汁先生 －先生話篇 (佻皮小學生)

- 最受歡迎電視廣告歌曲大獎
  - One2Free音樂頻道 －追逐篇 (愛得太遲 ──古巨基)

- 最深刻印象電視廣告大獎
  - 地鐵 －請勿衝門篇

- 最受年青人歡迎電視廣告大獎
  - PCCW mobile －MOOV樂手機

- 最具健康活力電視廣告大獎
  - 醫之選強化關節配方 －舞動香江篇

- 最具創意服務電視廣告大獎
  - 1010 3G隨身TV －簡約篇

- 最溫馨電視廣告大獎
  - 新世界傳動網 －媽媽話音短訊篇

- 最受歡迎公益電視廣告大獎
  - 香港吸煙與健康委員會 －二手香口膠

## 相關連結
- 亞洲電視
- 十大電視廣告頒獎典禮

## 外部連結
- 第十三屆十大電視廣告頒獎典禮官方網頁